# Geranium dissectum
Geranium dissectum (L., 1755), comunemente noto come Geranio a foglie divise, è una pianta appartenente alla famiglia delle Geraniaceae, originaria di Europa, Nordafrica e Medio Oriente.

## Descrizione
Ha il fusto rossastro peloso, spesso strisciante. Fiori appaiati con la corolla formata da cinque petali bilobati, lunghi circa 4 mm, di un vivace colore rosa porpora. 
Le foglie, a contorno rotondo, sono tipicamente frastagliate in 5 - 7 lobi ben distinti tanto da sembrare sezionate, dal cui il nome. I peduncoli sono più lunghi del lembo, e le stipole, intere. Fiorisce da fine marzo a maggio inoltrato. Il frutto, consiste in un piccolo achenio che termina a rostro, e che a maturità si inarca e lancia i semi lontano.

## Distribuzione e habitat
Diffuso in tutti i continenti, predilige orti e strade di campagna ma anche giardini cittadini.

## Usi

### Proprietà terapeutiche
Questa pianta si rivela efficace nei disturbi di stomaco, reni, e nella cura del diabete. Avrebbe poteri cicatrizzanti, antiemorragici, antinfiammatori e secondo alcuni anche anticancerogeni.

## Galleria d'immagini

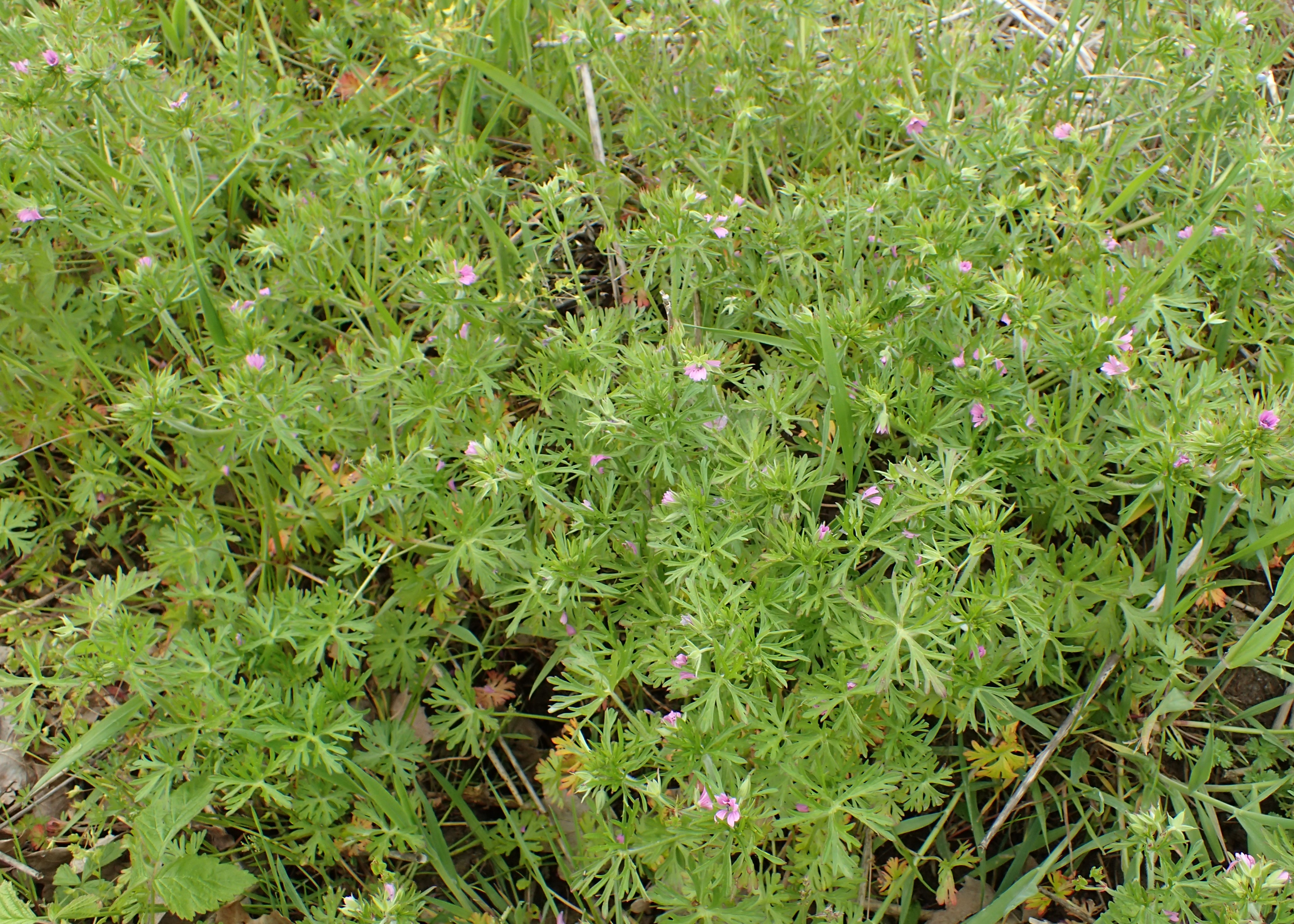
Esemplari a Darłowo, in Polonia.
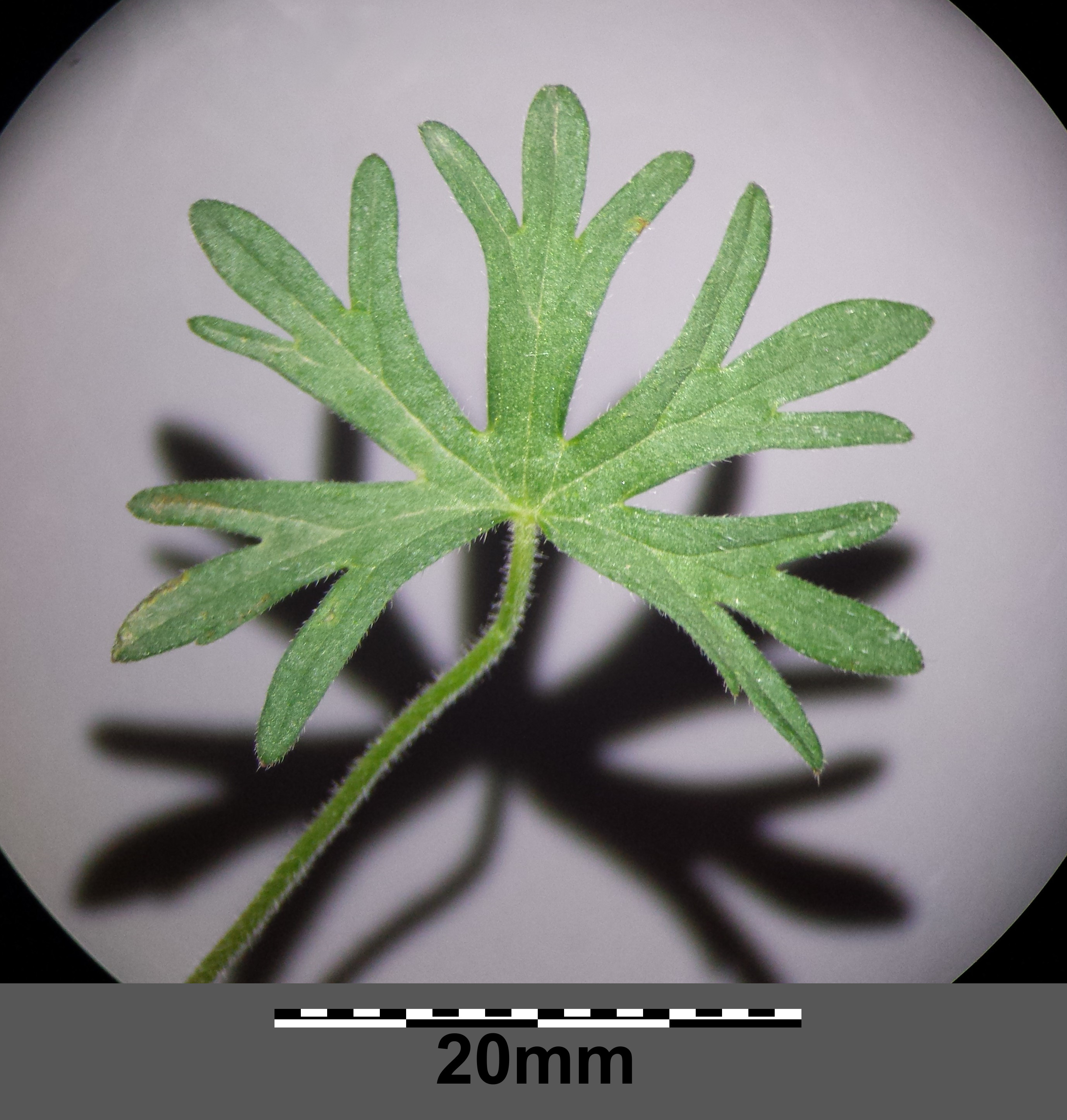
Dettaglio di una foglia.
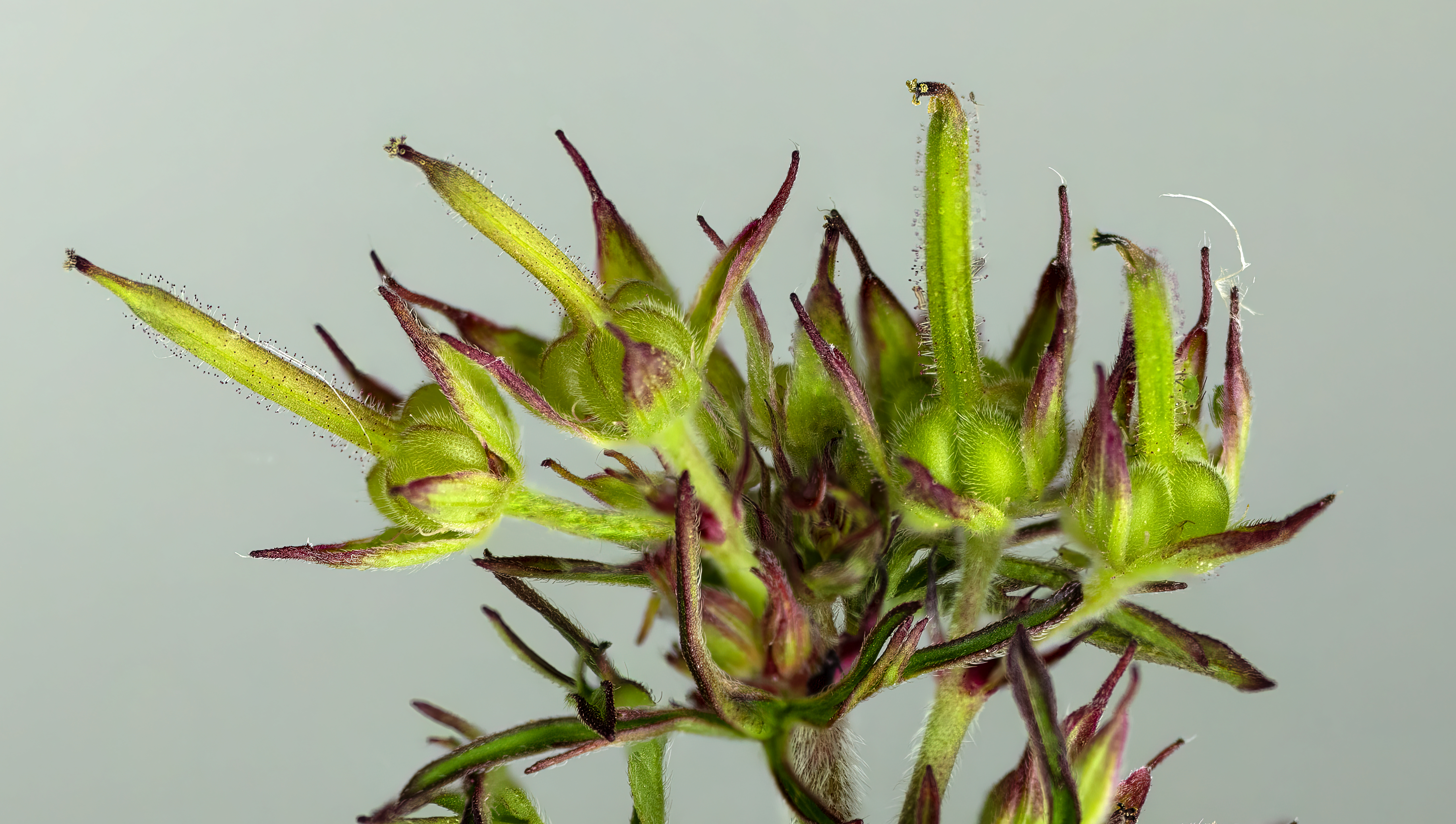
Infruttescenza immatura.
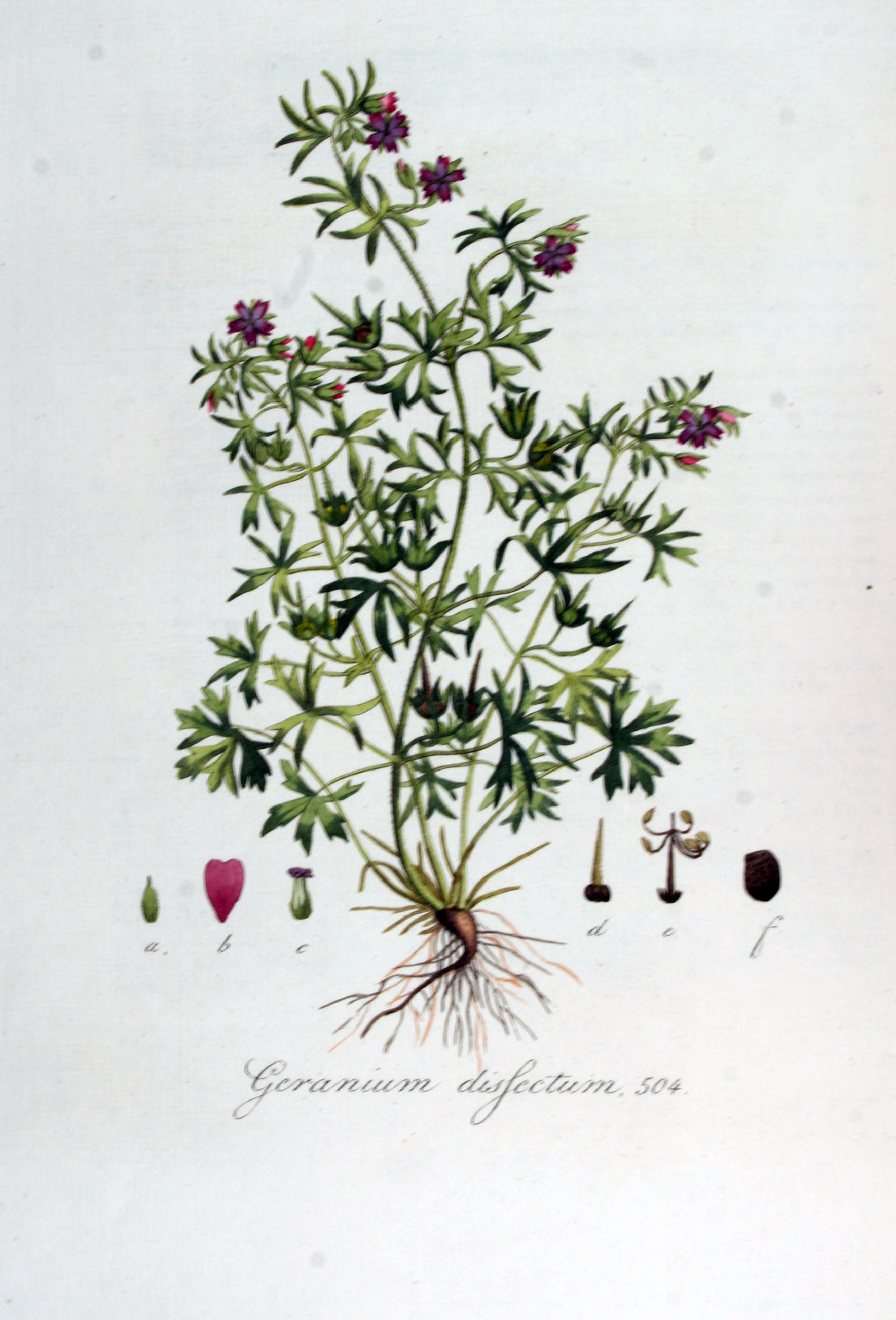
Tavola botanica per G. dissectum, Jan Kops, Flora Batava, vol. 7, 1830.